# Palestyna na Mistrzostwach Świata w Lekkoatletyce 2013
Palestyna na Mistrzostwach Świata w Lekkoatletyce 2013 – reprezentacja Palestyny podczas czempionatu w Moskwie liczyła 1 zawodnika.

## Występy reprezentantów Palestyny
| Konkurencja            | Zawodnik           | Preeliminacje | Preeliminacje | Eliminacje | Eliminacje | Półfinał | Półfinał | Finał    | Finał   |
| Konkurencja            | Zawodnik           | Rezultat      | Pozycja       | Rezultat   | Pozycja    | Rezultat | Pozycja  | Rezultat | Pozycja |
| ---------------------- | ------------------ | ------------- | ------------- | ---------- | ---------- | -------- | -------- | -------- | ------- |
| Bieg na 100 m mężczyzn | Muhammad Abu Chusa | 10,87 (NR)    | 14.           | NQ         | NQ         | NQ       | NQ       | NQ       | NQ      |